# 1829年天主教解放法案
《1829年天主教解放法案》（英語：An Act for the Relief of His Majesty's Roman Catholic Subjects）又被稱為《1829年羅馬天主教救濟法案》（Roman Catholic Relief Act 1829），是指在1829年3月24日時，大不列顛暨愛爾蘭聯合王國國會通過的一項法案，並在4月13日獲得御准。這項法案恢復大不列顛暨愛爾蘭聯合王國天主教會信徒的所有公民權利、廢除愛爾蘭針對天主教會信徒的《刑法》，同時還取消禁止天主教會信徒參與英國國會的限制、及司法和國家高級職位的宗教宣誓，不過英國王位登基等則在豁免範圍內。

## 推動經過
《1829年天主教解放法案》最早源於甫剛當選英國下議院議員丹尼爾·歐康諾推動的天主教解放運動，並在英國首相第一代威靈頓公爵阿瑟·韋爾斯利任內通過並頒布。愛爾蘭律師丹尼爾·歐康諾是天主教協會領袖，長期領導愛爾蘭天主教解放運動，並在克萊爾郡選區當選英國下議院議員。但是根據法律，儘管當時已經取消對天主教會信徒的諸多限制，允許愛爾蘭天主教會信徒投票，但仍要求當選公職者必須宣誓效忠同為教會領袖的英國君主，而後者對於效忠教宗的天主教會信徒是無法接受的事情。
因此，丹尼爾·歐康諾由於其信奉天主教會，除非願意按照既有的規定進行宣誓，否則被禁止到位於西敏的英國國會就任。這導致愛爾蘭社區出現日益緊張的局勢，甚至存在在丹尼爾·歐康諾領導下，當地可能爆發叛亂的風險。英國首相亞瑟·威爾斯利和內政大臣羅伯特·皮爾長期反對天主教解放，後者還曾經在1815年向丹尼爾·歐康諾發起決鬥挑戰。但面對內戰或騷亂爆發的威脅，兩人決定在這問題上做出讓步。羅伯特·皮爾認為，雖然解放天主教運動存在巨大的危險，但爆發公民起義的危險更大。
由於擔心愛爾蘭爆發革命，羅伯特·皮爾起草《1829年天主教解放法案》，並在英國下議院獲得通過。同樣地，亞瑟·威爾斯利深信這項法案措施，對於維持天主教會信徒佔多數的愛爾蘭社會秩序是至關重要的。為了處理英國國王喬治四世和英國上議院反對法案的主張，亞瑟·威爾斯利努力爭取上議院的批准，並威脅如果國王不願意御准，將會辭去首相職務。由於這意味著保守派托利主義政府可能解散，並由具改革意識的輝格黨內閣上臺，因此消解反對勢力的反彈聲浪。

## 造成影響
《1829年天主教解放法案》允許天主教會信徒在英國國會擁有席次，並廢除愛爾蘭針對天主教會信徒的《刑法》（例如1672年的《忠誠宣誓法》）。這項法案被視為是大不列顛王國和愛爾蘭王國歷時50年的天主教解放運動最重要的成果。其中，《1829年天主教解放法案》為天主教會信徒提供一系列的「救濟」措施，並解除17世紀和18世紀初期所訂下的公民和政治限制。
但另一方面，這項法案也是一次妥協辦法。在同一時間，英國國會通過《議會選舉（愛爾蘭）法》，進而保障愛爾蘭新教勢力。該法案藉由提高選民投票的經濟限制，實際剝奪超過80%的愛爾蘭選民的選舉權資格。大部分被剝奪選舉權的選民為天主教會的農民和佃農，曾在1828年選舉中選出丹尼爾·歐康諾進入議會，協助推動天主教解放問題。

## 外部連結
- Roman Catholic Relief Act 1829的當今生效版本（包括所有修訂）（官方文本由英國成文法資料庫提供）
- The text of the act
- Catholic Emancipation (Article by Marjie Bloy, August 2002)[]